# Mobilização
Mobilização é o ato de reunir e preparar tanto tropas como provisões, em geral para uma guerra. O termo "mobilização" (em alemão "Mobilmachung") foi primeiro usada, em um contexto militar, para descrever a preparação do exército prussiano durante os anos de 1850 e 1860. As teorias e técnicas de mobilização modificaram-se continuamente desde então. Notavelmente, antes da Primeira e Segunda Guerras Mundiais, vários países desenvolveram planos intricados para realizar uma mobilização rápida e efetiva em caso de guerra.
A mobilização pode ser parcial, quando apenas uma parte das reservas é convocada, ou geral, quando são convocadas todas todas as forças em situação de reserva.  